# Il filo del ragno
Il filo del ragno (蜘蛛の糸?, Kumo no ito) è un racconto dello scrittore giapponese Ryūnosuke Akutagawa del 1918, pubblicato per la prima volta nella rivista Akai Tori.

## Trama
Il racconto narra del criminale Kandata, che in vita aveva fatto un'unica cosa buona salvando un ragno. Una volta morto e caduto negli inferi per i suoi peccati, Kandata vede scendere dal cielo un filo proveniente dal ragno che aveva salvato. Si aggrappa speranzoso e comincia a salire, ma ben presto si aggrappano al filo anche gli altri peccatori dell'inferno, che cercano la stessa salvezza. Temendo che il filo del ragno si rompesse sotto tutto quel peso, Kandata grida agli altri peccatori che quello è il suo filo e loro non devono arrampicarsi. In quel momento il sottile filo si rompe.

## Adattamenti
Un episodio della serie animata Aoi Bungaku ha preso spunto da questo scritto.
L'antagonista e assassino seriale del manga Erased  basa la propria filosofia di vita su tale racconto.
Nell'anime Death Parade viene citato questo racconto.
Nell'anime e manga Prison School vi è un chiaro riferimento a questo racconto.
Nell'anime My Little Monster viene citato questo racconto 
Nel videogioco Danganronpa V3: Killing Harmony Kirumi Tojo viene uccisa da monokuma in modo simile: viene fatta arrampicare su un viticcio spinato e tagliata da seghe circolari, per poi cadere alla fine del traviccio.
Nell'anime Detective Conan viene citato nell'episodio 67.
Nella light novel Kusoriya no hitorigoto ( 薬屋のひとりごと, Il monologo della speziale), capitolo XVII, viene citato Kandata nel momento in cui il filo del ragno si spezza.

## Edizioni
- Ryūnosuke Akutagawa, Rashomon e altri racconti, TEA, 2008, ISBN.

| Controllo di autorità | VIAF (EN) 3088147727692064710003 · J9U (EN, HE) 987009538764805171 |